# اسفنج منگر

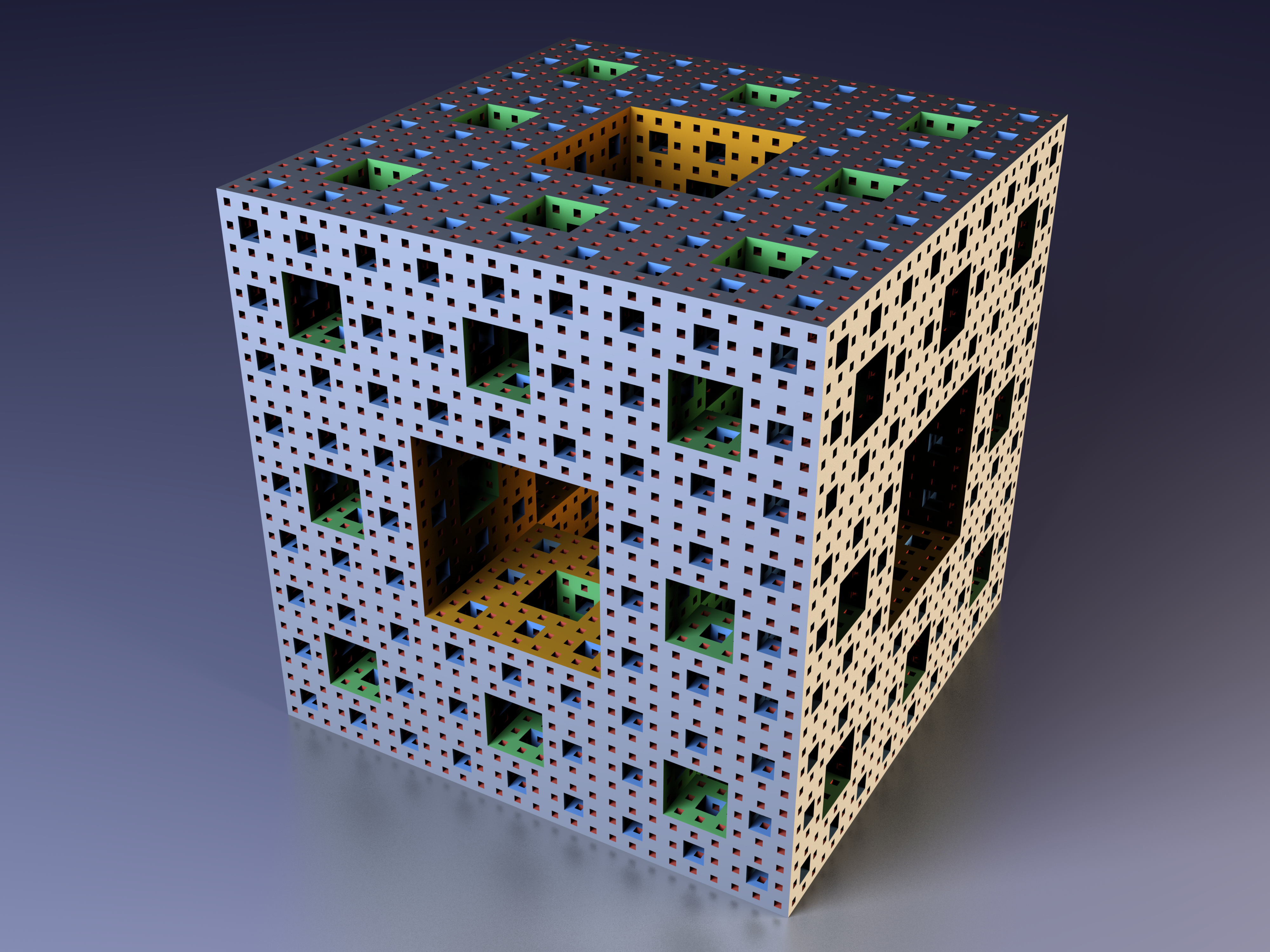
تصویری از M _{4}، اسفنج پس از چهار تکرار روند ساخت

در ریاضیات، اسفنج منگر (همچنین به عنوان مکعب منگر، منحنی جهانی منگر، مکعب شرپینسکی یا اسفنج شرپینسکی نیز شناخته می‌شود) یک خم فراکتالی است. این فراکتال تعمیم از مجموعه کانتور یک بعدی و قالی شرپینسکی دو بعدی به سه بعد است. اولین بار توسط کارل منگر در سال ۱۹۲۶ در کتاب خود دربارهٔ مفهوم بعد توپولوژیک آن را توصیف کرد.

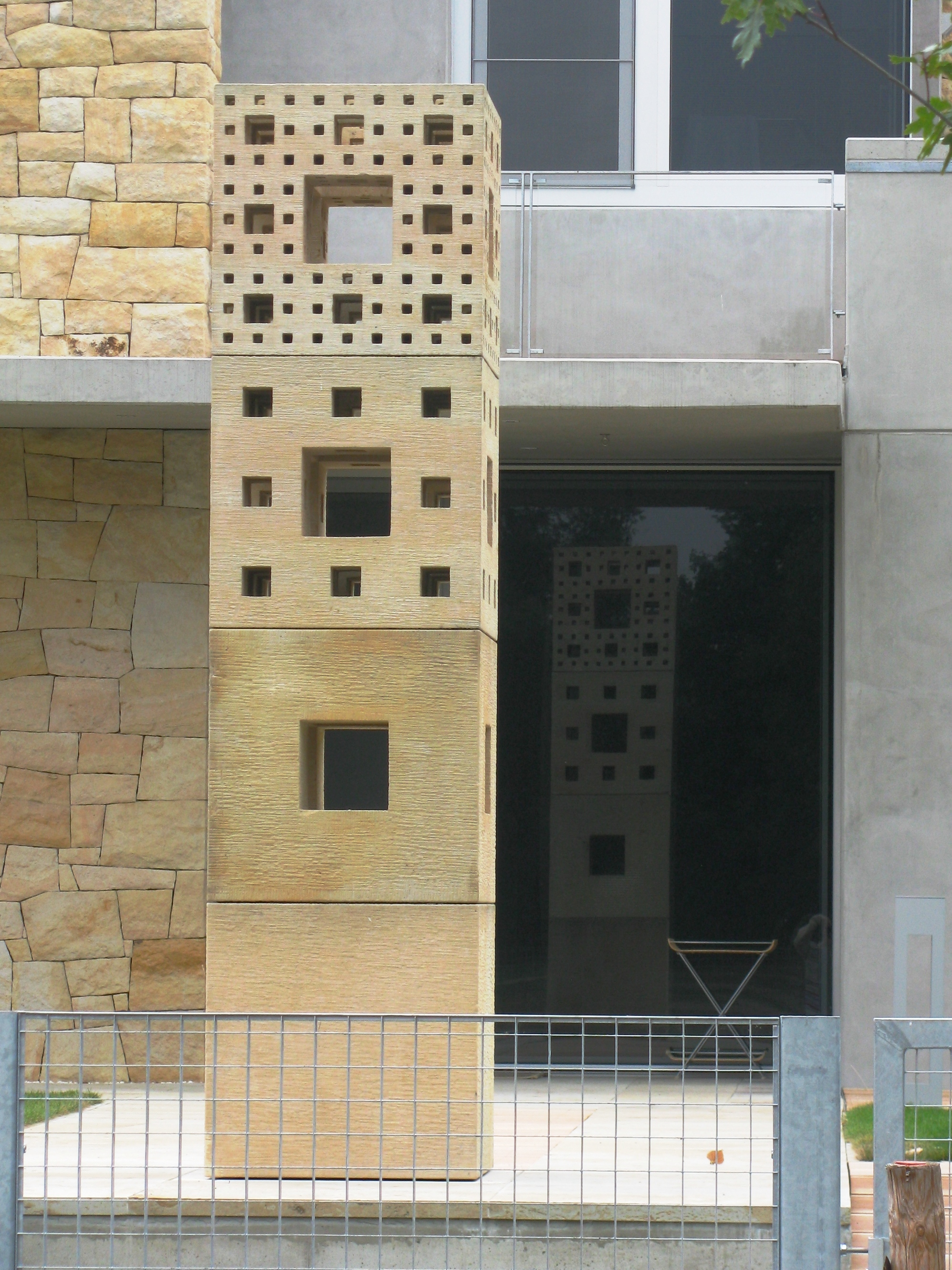
تصویر ۳: نمایش مجسمه ای تکرارهای ۰ (پایین) تا ۳ (بالا).

روش ساخت اسفنج منگر را می‌توان به صورت زیر توصیف کرد:
1. با یک مکعب شروع کنید.
2. مانند مکعب روبیک ، هر وجه مکعب را به نه مربع تقسیم کنید؛ و بدین ترتیب این مکعب به ۲۷ مکعب کوچکتر تقسیم می‌شود.
3. مکعب کوچکتر وسط هر وجه و مکعب کوچکتر مرکز مکعب بزرگتر را برداشته و ۲۰ مکعب کوچکتر باقی بگذارید. این یک اسفنج منگر مرحله یک است.
4. مراحل دو و سه را برای هر مکعب کوچکتر باقیمانده تکرار کنید و این روند را تا بی‌نهایت ادامه دهید.

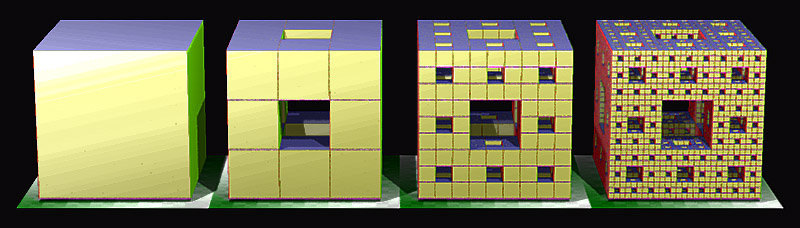
تصویری از ساختار تکرارشوندهٔ اسفنج منگر تا M _{3} ،(تکرار سوم)

انیمیشن از اسفنج منگر از طریق (۴) مرحله بازگشتی

## خواص

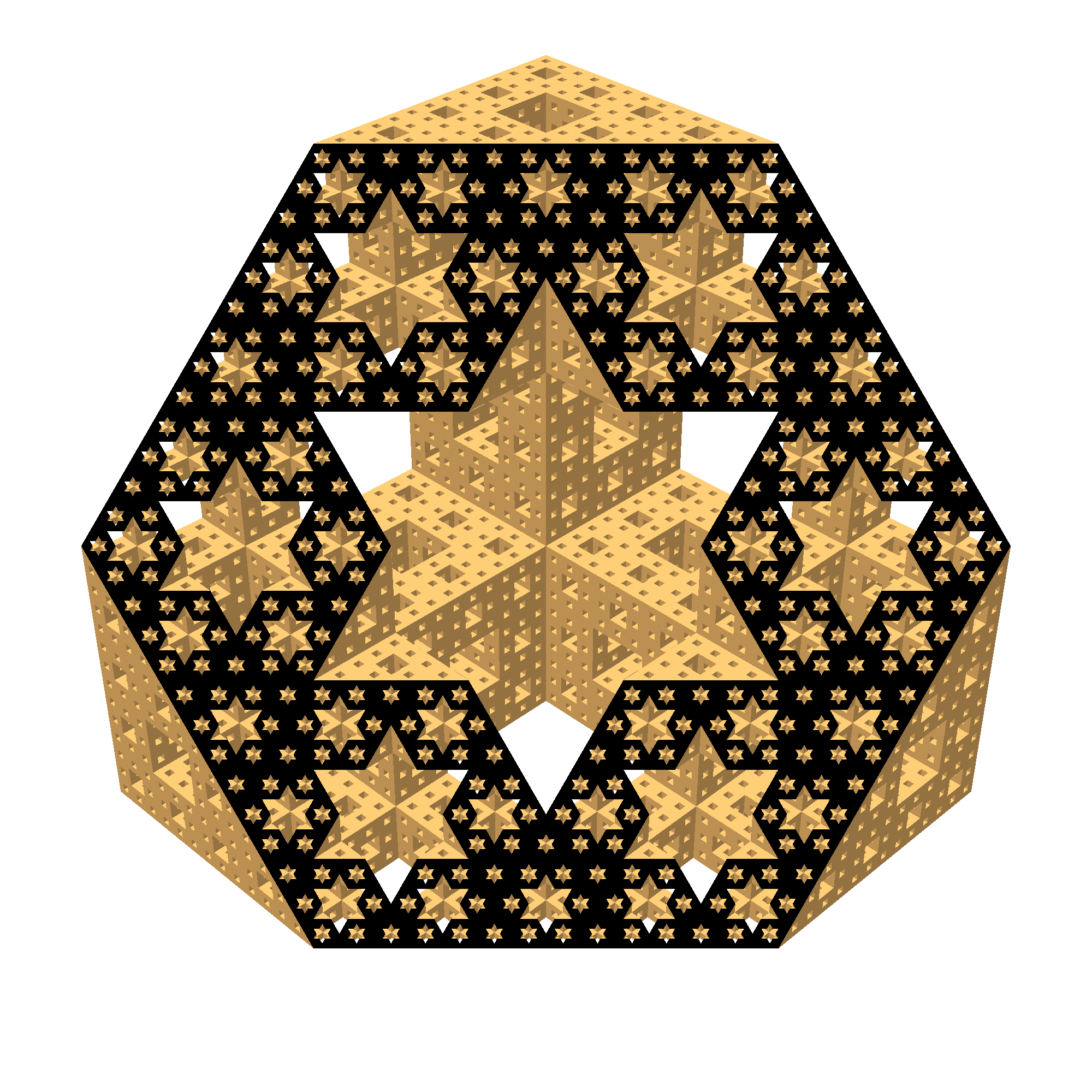
سطح مقطع شش ضلعی اسفنج Menger-4. یک سری برش‌های عمود بر مورب فضا را مشاهده کنید.

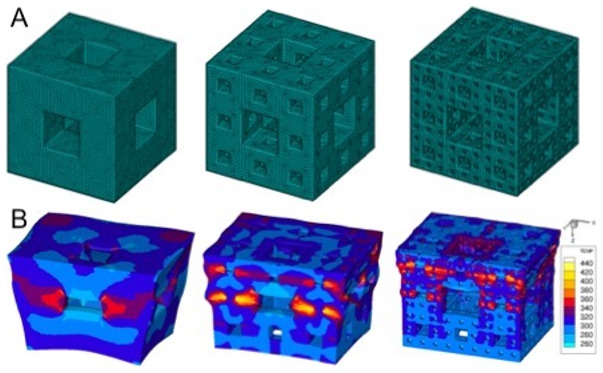
مکعب‌هایی با ساختار فراکتال منگر پس از اعمال موج ضربه ای. رنگ نشان دهنده افزایش دما همراه با تغییر شکل پلاستیک است.

## تعریف صوری
به‌طور صوری، اسفنج منگر را می‌توان به صورت زیر تعریف کرد:
{\displaystyle M:=\bigcap _{n\in \mathbb {N} }M_{n}}
که در آن M 0 مکعب واحد است و
{\displaystyle M_{n+1}:=\left\{{\begin{matrix}(x,y,z)\in \mathbb {R} ^{3}:&{\begin{matrix}\exists i,j,k\in \{0,1,2\}:(3x-i,3y-j,3z-k)\in M_{n}\\{\mbox{and at most one of }}i,j,k{\mbox{ is equal to 1}}\end{matrix}}\end{matrix}}\right\}.}

## MegaMenger

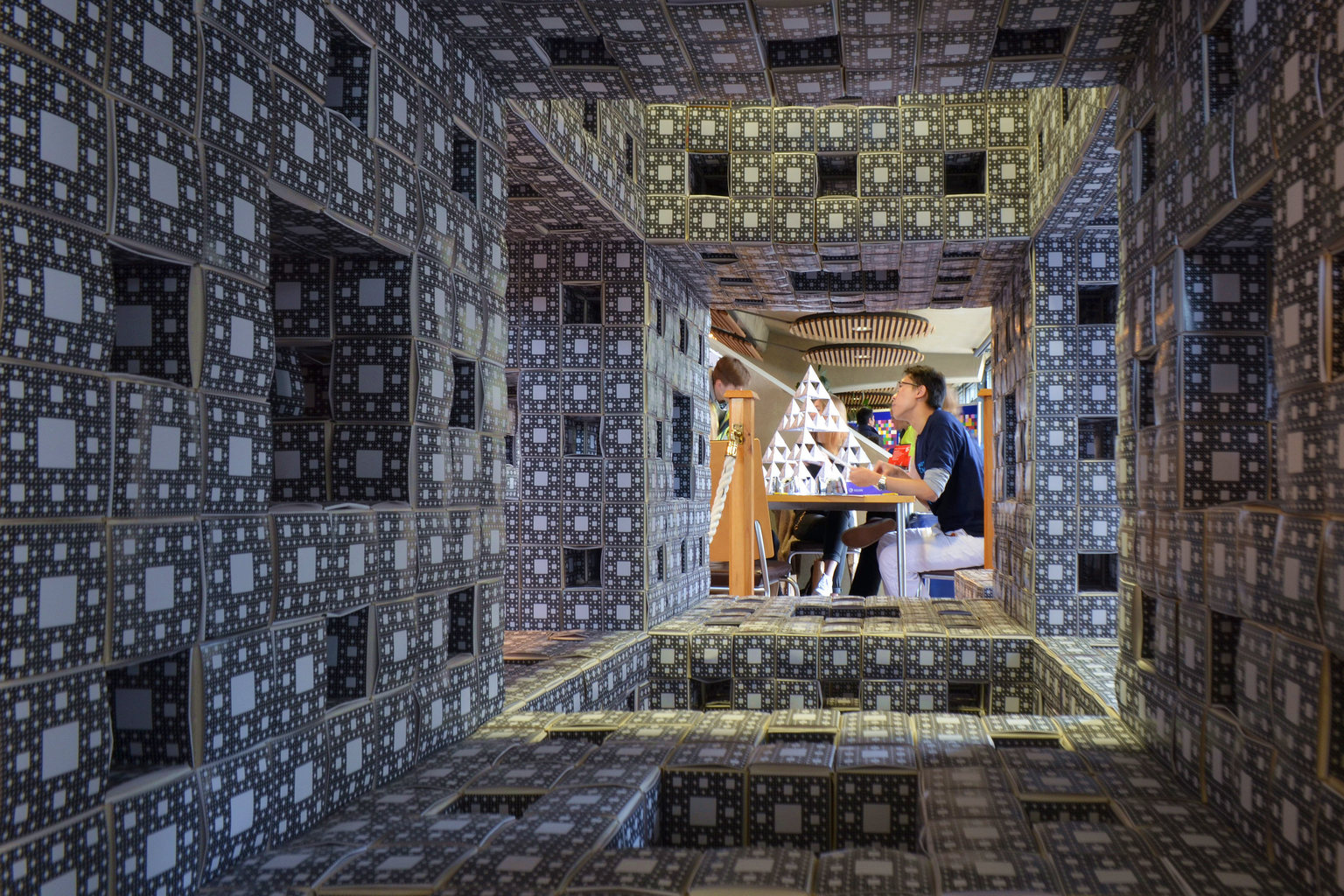
مدلی از یک تتریکس که در مرکز کمبریج سطح -3 MegaMenger در جشنواره علمی کمبریج ۲۰۱۵ مشاهده شده‌است

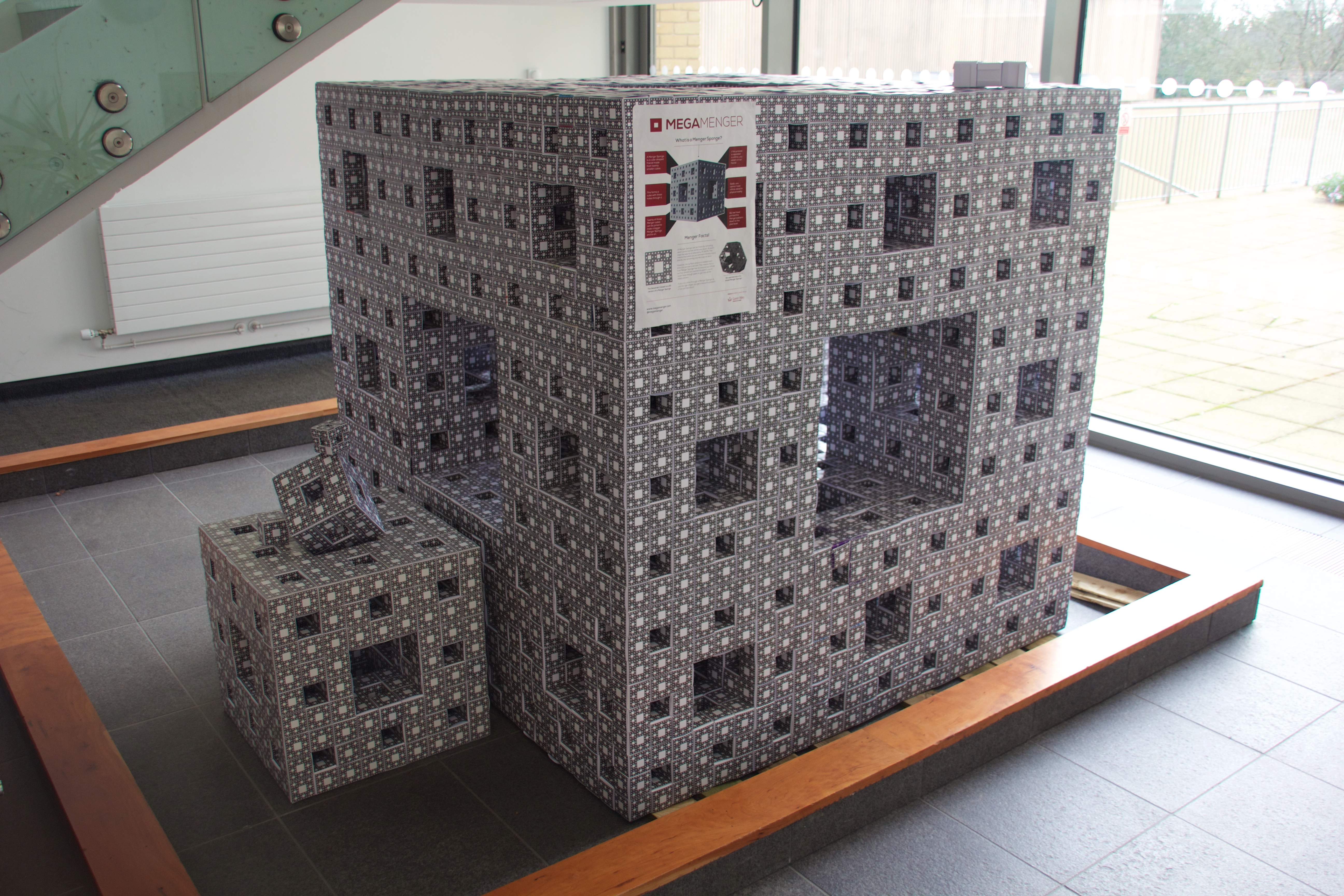
یکی از مگا منگرها، در دانشگاه باث

## فراکتال‌های مشابه

### مکعب اورشلیم

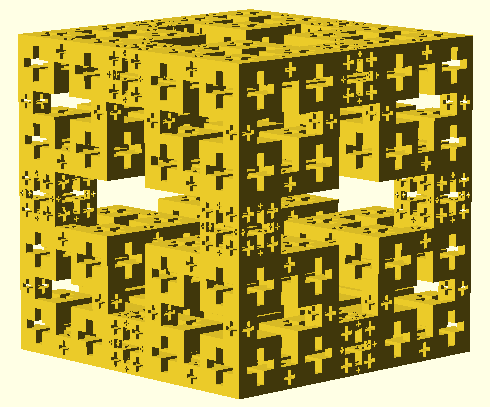
تکرار سوم مکعب اورشلیم

مکعب اورشلیم جسمی فراکتالی است که توسط اریک بایرد در سال ۲۰۱۱ توصیف شد. این جسم به وسیله حفره‌هایی شبیه صلیب یونانی ایجاد می‌شود. و نام آن از وجه مکعبی شبیه صلیب اورشلیم گرفته شده‌است.
روش ساخت مکعب اورشلیم به صورت زیر است:
1. با یک مکعب شروع کنید.
2. یک صلیب از هر وجه مکعب جدا کنید، و با این کار هشت مکعب (از رتبه ۱) در گوشه‌های مکعب و دوازده مکعب کوچکتر (از رتبه ۲) روی اضلاع مکعب باقی بگذارید
3. این فرایند را روی مکعب‌های درجه ۱ و ۲ تکرار کنید؛ و این روند را تا بی‌نهایت ادامه دهید.

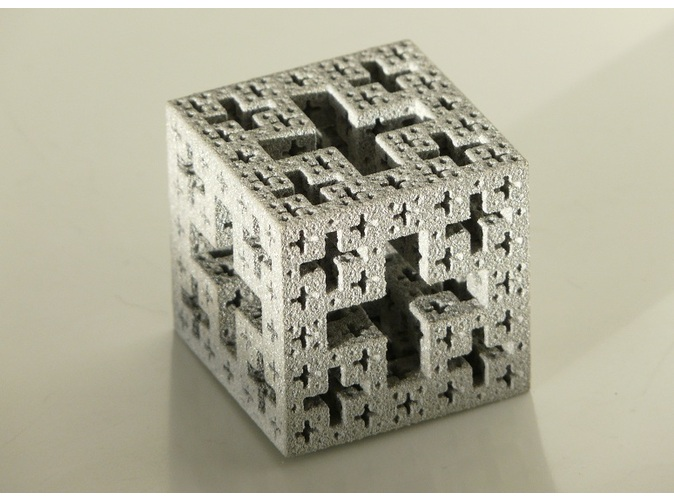
مدلی از مکعب اورشلیم چاپ شده با پرینتر سه بعدی سه بعدی

### فراکتال‌های دیگر

دانه برف شرپینسکی-منگر. هشت مکعب گوشه ای و یک مکعب مرکزی در هر مرحله بازگشت نگه داشته می‌شوند. این فراکتال سه بعدی دارای بعد هاوسدورف از شی دو بعدی است مانند صفحه به عبارت دیگر log 9/log 3 = ۲

## مطالعه یبیشتر
- Iwaniec, Tadeusz; Martin, Gaven (2001), Geometric function theory and non-linear analysis, Oxford Mathematical Monographs, The Clarendon Press Oxford University Press, ISBN 978-0-19-850929-5, MR 1859913.
- Zhou, Li (2007), "Problem 11208: Chromatic numbers of the Menger sponges", American Mathematical Monthly, 114 (9): 842, JSTOR 27642353